# DNAJC17
DNAJC17 (англ. DnaJ heat shock protein family (Hsp40) member C17) – білок, який кодується однойменним геном, розташованим у людей на 15-й хромосомі. Довжина поліпептидного ланцюга білка становить 304 амінокислот, а молекулярна маса — 34 687.
| 10         |  | 20         |  | 30         |  | 40         |  | 50         |
| ---------- |  | ---------- |  | ---------- |  | ---------- |  | ---------- |
| MAVTKELLQM |  | DLYALLGIEE |  | KAADKEVKKA |  | YRQKALSCHP |  | DKNPDNPRAA |
| ELFHQLSQAL |  | EVLTDAAARA |  | AYDKVRKAKK |  | QAAERTQKLD |  | EKRKKVKLDL |
| EARERQAQAQ |  | ESEEEEESRS |  | TRTLEQEIER |  | LREEGSRQLE |  | EQQRLIREQI |
| RQERDQRLRG |  | KAENTEGQGT |  | PKLKLKWKCK |  | KEDESKGGYS |  | KDVLLRLLQK |
| YGEVLNLVLS |  | SKKPGTAVVE |  | FATVKAAELA |  | VQNEVGLVDN |  | PLKISWLEGQ |
| PQDAVGRSHS |  | GLSKGSVLSE |  | RDYESLVMMR |  | MRQAAERQQL |  | IARMQQEDQE |
| GPPT       |  |            |  |            |  |            |  |            |

A: Аланін

C: Цистеїн

D: Аспарагінова кислота

E: Глутамінова кислота

F: Фенілаланін

G: Гліцин

H: Гістидин

I: Ізолейцин

K: Лізин

L: Лейцин

M: Метіонін

N: Аспарагін

P: Пролін

Q: Глутамін

R: Аргінін

S: Серин

T: Треонін

V: Валін

W: Триптофан

Кодований геном білок за функціями належить до шаперонів, фосфопротеїнів. 
Задіяний у таких біологічних процесах, як транскрипція, регуляція транскрипції, метилювання. 
Білок має сайт для зв'язування з РНК. 
Локалізований у цитоплазмі, ядрі.